# Miopatia congenita central core
La miopatia congenita central core è tra le forme più comuni di miopatie congenite. È una patologia neuromuscolare ereditaria che colpisce i tessuti muscolari. 
Negli individui si manifesta in età infantile, ovvero quando il bambino incomincia i primi passi. È evidente infatti la difficoltà di deambulazione causata da ipotonia (debolezza muscolare). 
La malattia è causata dalla mutazione del gene RyR1 (un canale del calcio, recettore della rianodina) presente sul cromosoma 19. 
I sintomi comuni sono: 
- debolezza muscolare
- stanchezza
- complicazioni ortopediche (sclerosi, iperlordosi, retrazione del tendine di Achille…)
- soggetto a ipertermia maligna

La diagnosi viene fatta attraverso una biopsia muscolare che mostra carenza di mitocondri nelle aree centrali delle fibre muscolari.
Non esiste una cura o terapia specifica, piuttosto è importante una costante fisioterapia per mantenere la funzione muscolare e per una migliore deambulazione. Il paziente va seguito per tutto il percorso della sua vita, monitorando frequentemente l'apparato respiratorio, neuromuscolare e cardiaco.